# Мейсон Юинг Корпорейшн
Мейсон Юинг Корпорейшн (Mason Ewing Corporation) — холдинг, базирующийся в Лос-Анджелесе (США), который был создан и управлялся Мейсоном Юингом в 2011 году. Корпорация ориентирована в основном на индустрию моды, кино и музыки, но также есть различные другие сектора, такие как косметика и шоколад.
Предприятие имеет различные филиалы в нескольких странах, таких как Mason Ewing Corporation (Канада), Les Entreprises Ewing (Франция) и Ewingwood (Камерун). Открытие Административного совета должно быть запланировано на 2017 год.
В середине июля на платформах Facebook генеральный директор объявил о дополнительном филиале в Китае на 2018 год.
Предприятие известно своей модной одеждой. Линия одежды Mason Ewing включает линию футболок с надписью Braille и бренд высокой моды, обе из которых направлены на Espoir Pour l’Avenir (надежда на будущее).

## Этика

### Малыш Мэдисон
Корпорация Мейсон Юинг — общество, воплощающее в себе такие человеческие ценности, как терпимость и надежда. Его представителем является 18-месячный младенец, представляющий все национальности: Baby Madison. Универсальный ребёнок. Его создатель, Мейсон Юинг, объясняет, что «ребёнок не лжёт, не судит, он любит всех». Это утверждение охватывает ценности предприятия: каждый играет роль в этом мире, никто никого не судит. Мэдисон фигурирует во всех вспомогательных филиалах. Этот малыш также является центром многих коротких рассказов, где он спасает других людей по всему миру. По мере того, как эта история развивается, мы видим его в разных одеждах, пожарным, в кимоно, занимающимся спортом, играющим на гитаре и готовящим ...

## Основные аспекты

### Мода
Дом моды Mason Ewing является дочерним филиалом, принадлежащим корпорации Mason Ewing. Он был создан Мэйсоном Юингом за несколько лет до открытия холдинга. Его крёстными отцами являются Эммануэль Пети (Чемпион по футболу 1998) и Оливье Лапидус (сын швеи — Тед Лапидус). Для этой марки мы видим:
- Линия футболок с надписью Брайль (Braille) для зрячих и незрячих[7]. Поначалу Мейсон Юинг, будучи слепым, был недоволен тем, что люди, страдающие таким же недостатком, не могли распознать цвета одежды, которые они выбрали, им приходилось просить помощи, чтобы одеться[8]. Чтобы люди с ограниченными возможностями были уверены в своих силах, он создал одежду Брайля, футболки, поло и т. д. На этой одежде можно увидеть малыша Мэдисон в различных ситуациях (на скейтборде, на ВМХ, с гитарой) Брайль прикрепляется к одежде, описывает действия малыша. 5 % всей выручки отдаются ассоциации Sos Madison International[9].
- Инновационная линия от кутюр. Она была создана Мэйсоном Юингом в честь его матери Мари, швеи, стилиста и моделисты. Знаменитые лица, такие как Легрен-Трапани (Мисс Франция 2017) и Ребекка Айоко (экс-представитель модели «Ив Сен-Лоран») носили эту линию одежды[10]. С самого первого показа марка вызвала любопытство многих. Коллекция «Надежда на будущее» имела всемирный успех на показах во Франции (Евросайт на Джордж V)[11], в Канаде (отель Хилтон де Гатино), Камеруне (отель Hilton Янаунды), в Сен-Мартене (выборы Мисс Карибского бассейна) и Мартинике.
- Коллекция нижнего белья для женщин Elisa Charnel (показывается одновременно с Надеждами на будущее). Всё бельё представлено по-разному.

## Фильмография
- 2011: Разглядеть
- 2016: Оришас: Скрытый Пантеон
- 2017: Неврозы
- 2017: Как другие

## Ещё впереди

### аудиовизуальный
- 2020: Луч надежды
- 2020: Микки Бум
- 2020: Любовь в Яунде
- 2021: Эли Гримм: Проклятое дитя